# Isla Montura (Malvinas)
La isla Montura (en inglés: Saddle Island) es una de las islas Malvinas. Se encuentra al oeste de Gran Malvina, más exactamente al norte de la isla de Goicoechea y al sur de la isla Norte.